# Vornedskab
Vornedskab (danska, av ett äldre vordned, fornsvenska varþnaþer, varnaþer, "person som är under annans omvårdnad", av varþa, "vårda, ansvara för") kallades en skyldighet för bönder att stanna kvar på det gods där de var födda, och där överta en gård att bruka. Skyldigheten hade sin tillämpning på den själländska lagens område, vilket omfattade Själland, Lolland och Falster med tillhörande smärre öar.
Vornedskabet var närmast en följd av digerdödens härjningar och den under medeltiden naturliga benägenheten att ställa sig under en mäktig herres beskydd, men kan helt säkert i lika hög grad tillskrivas omsorger om jordbruket och landets odling. Vornedskabet omnämns första gången 1446, men redan i slutet av 1400-talet hade det urartat därhän, att herremännen sålde bönder. Detta oskick förbjöds av Kristian II såsom "ont och okristligt" och avtog efter hand, tills det helt och hållet avskaffades 1683. 
Bonden kunde inte flyttas från en gård till en annan, om han erlade stadgade avgifter, men väl överföras till ett annat gods med samme ägare som det förra. Var ingen gård ledig, kunde bönderna däremot flytta, och hade då även rätt att köpa sig fria. Även efter en längre tids vistelse i en stad upphörde vornedskabet. Kvinnorna var inte bundna av vornedskab. 
Kristian IV försökte avskaffa vornedskabet 1634, men stötte på motstånd hos adeln; på riksdagen 1660 upptogs frågan på nytt och likaledes av Kristian V 1682. År 1696 upphävdes vornedskabet på Møn och 1702 på de andra öarna för de bönder, som var eller blev födda efter Fredrik IV:s tronbestigning (1699). Det ersattes dock 31 år senare, av hänsyn till soldatutskrivningen, med stavnsbåndet, som blev gällande över hela Danmark.